# 로저 스포티스우드
로저 스포티스우드(Roger Spottiswoode, 1945년 1월 5일 ~ )은 캐나다의 영화 감독이다.

## 작품 목록
- 내 어깨 위 고양이, 밥(감독)